# 므아바

므아바의 위치

므아바(몰타어: Mqabba)는 몰타 남부에 위치한 도시로 면적은 2.6km2, 인구는 3,021명(2005년 11월 기준), 인구 밀도는 1,200명/km2이다.

시기
시 문장